# Luchthaven Nimba
Luchthaven Nimba (IATA: NIA, ICAO: GLNA) is een luchthaven in de stad Nimba, Liberia.